# Jeremy Seewer
Jeremy Seewer (Bülach, Suiza, 18 de julio de 1994), es un piloto de motocross Suizo. Ha sido 5 veces subcampeón del mundo de motocross, dos en la categoría de MX2 (2016 y 2017) y tres en la categoría reina de MXGP (2019, 2020 y 2022).